# Malcolm Wright
Malcolm Wright (Portadown, 1932. október 12. – 2016. június 14.) északír nemzetközi labdarúgó-játékvezető.

## Pályafutása

### Nemzeti játékvezetés
Pályafutása során hazája legfelső szintű labdarúgó-bajnokságának játékvezetője lett, az aktív nemzeti játékvezetéstől 1979-ben vonult vissza.

#### Nemzeti kupamérkőzések
Vezetett Kupa-döntők száma: 1

##### Északír Kupa
Az Északír Labdarúgó-szövetség JB megbízására, szakmai felkészültségének elismeréseként ezen a mérkőzésen búcsúzott az aktív nemzeti játékvezetéstől.
| Időpont           | Mérkőzés típusa | Mérkőzés               | Eredmény | Nézők száma |
| ----------------- | --------------- | ---------------------- | -------- | ----------- |
| 1979. április 28. | döntő           | Cliftonville–Portadown | 3 : 2    | 15 000      |

### Nemzetközi játékvezetés
Az Északír labdarúgó-szövetség Játékvezető Bizottsága (JB) 1967-ben terjesztette fel nemzetközi játékvezetőnek, a Nemzetközi Labdarúgó-szövetség (FIFA) bíróinak keretébe. Hosszú pályafutása alatt több nemzetek közötti válogatott- és klubmérkőzést vezetett. Az aktív nemzetközi játékvezetéstől 1978-ban búcsúzott.

#### Világbajnokság
A világbajnoki döntőhöz vezető úton Németországba a X., az 1974-es labdarúgó-világbajnokságra, valamint Argentínába a XI., az 1978-as labdarúgó-világbajnokságra a FIFA JB játékvezetőként foglalkoztatta. Külön felkérésre az Ázsia/Óceánia csoportban független bíróként szolgálhatta a labdarúgást.
| Időpont              | Helyszín                              | Mérkőzés típusa                   | Mérkőzés           | Eredmény | Nézők száma |
| -------------------- | ------------------------------------- | --------------------------------- | ------------------ | -------- | ----------- |
| 1973. január 24.     | Wembley Stadion, London               | előselejtező (5. csoport)         | Anglia–Wales       | 1 : 1    | 62 273      |
| 1973. szeptember 12. | Ullevaal Stadion, Oslo                | előselejtező (3. csoport)         | Norvégia–Hollandia | 1 : 2    | 19 241      |
| 1977. június 8.      | Råsunda Stadion, Stockholm            | előselejtező (6. csoport)         | Svájc–Svédország   | 1 : 2    | 43 269      |
| 1977. december 2.    | Al-Kuwait Sports Club Stadion, Kuvait | helyosztó (Ázsia/Óceánia csoport) | Kuvait–Irán        | 1 : 2    | 22 000      |

#### Európa-bajnokság
Három európai tornadöntőbe vezető úton Olaszországba a III., az 1968-as labdarúgó-Európa-bajnokságra, Belgiumba a IV., az 1972-es labdarúgó-Európa-bajnokságra, valamint Jugoszláviába az V., az 1976-os labdarúgó-Európa-bajnokságra az UEFA JB bíróként alkalmazta.
| Időpont          | Helyszín                            | Mérkőzés típusa           | Mérkőzés             | Eredmény | Nézők száma |
| ---------------- | ----------------------------------- | ------------------------- | -------------------- | -------- | ----------- |
| 1967. október 4. | Idrætsparken Stadion, Koppenhága    | előselejtező (5. csoport) | Dánia–Hollandia      | 3 : 2    | 35 200      |
| 1971. február 3. | Estádio das Antas Stadion, Porto    | előselejtező (5. csoport) | Portugália–Dánia     | 5 : 0    | 16 392      |
| 1975. május 25.  | Laugardalsvöllur Stadion, Reykjavík | előselejtező (7. csoport) | Izland–Franciaország | 1 : 1    | 7 613       |

## Sportvezetőként
Pályafutását követően az Északír Labdarúgó-szövetség (IFA) JB egyik szakértő, instruktor tagja.